# Althéa Laurin
Althéa Laurin (* 1. September 2001 in Épinay-sur-Seine) ist eine französische Taekwondoin. Sie startet in der Gewichtsklasse über 67 Kilogramm.

## Erfolge
Althéa Laurin war bereits bei den Junioren sehr erfolgreich. Sie wurde in ihrer Gewichtsklasse 2017 Europa- und 2018 Weltmeisterin. Ebenfalls 2018 gewann sie bei den Mittelmeerspielen in Tarragona in der Gewichtsklasse bis 67 Kilogramm die Silbermedaille. Bei den 2021 ausgetragenen Olympischen Spielen 2020 in Tokio unterlag Laurin in der Gewichtsklasse über 67 Kilogramm nach zwei Siegen im Halbfinale der späteren Olympiasiegerin Milica Mandić aus Serbien mit 5:7. Im abschließenden Kampf um Bronze besiegte sie Aminata Traoré mit 17:8 und sicherte sich so einen weiteren Medaillengewinn. Ein Jahr darauf wurde sie im Mai in Manchester in der Gewichtsklasse bis 73 Kilogramm Europameisterin. Im Juni 2022 folgte der Gewinn der Bronzemedaille bei den Mittelmeerspielen in Oran in der Gewichtsklasse über 67 Kilogramm. 2023 gelangen ihr in der Gewichtsklasse bis 73 Kilogramm ebenso zwei Medaillengewinne. Sie wurde in Baku nach einem Finalsieg gegen Rebecca McGowan Anfang Juni Weltmeisterin und belegte drei Wochen später bei den Europaspielen in Krakau den dritten Rang. Ein Jahr darauf sicherte sie sich bei den Olympischen Spielen in Paris in der Gewichtsklasse über 67 Kilogramm die Goldmedaille. Nach drei 2:0-Siegen bezwang sie im Finale auch Svetlana Osipova mit 2:0 und wurde damit Olympiasiegerin.
Nach ihrem Medaillengewinn bei den Olympischen Spielen 2020 erhielt sie 2021 das Ritterkreuz des Ordre national du Mérite. Sie war Mitglied einer Sportfördergruppe der Gendarmerie nationale.